# Killing Angel
Pour plus de détails, voir Fiche technique et Distribution.
Killing Angel (Mr In-Between) est un film britannique réalisé par Paul Sarossy, sorti en 2001.
Adapté du roman éponyme écrit par Neil Cross, sorti en septembre 2001 à l'occasion du Festival international du film de Toronto, il a été récompensé en 2002 par le Prix "Sang neuf" 2002 du Festival du film policier de Cognac.

## Synopsis
Le tueur à gages Jon (Andrew Howard) vit dans une relative solitude. Il est "artistiquement" efficace dans son travail et doit respecter une fidélité absolue à son employeur, l'homme tatoué (David Calder), un homme aussi cruel que cultivé.
Un jour, il tombe sur un vieil ami Andy (Andrew Tiernan) et son épouse Cathy (Geraldine O'Rawe), parents d'une petite fille, une relation dont il n'a pas besoin ; Jon tombera sous le charme de Cathy.
La vérité apparait lentement sur Jon et ce qu'il fait, mettant en danger la vie de ceux qui lui sont proches, et Jon est confronté à un ultimatum : choisir de sauver la femme qu'il aime, Cathy, ou rester fidèle à l'homme tatoué. C'est la décision la plus difficile qu'il puisse prendre.

## Fiche technique
- Décors : Matthew Davies
- Costumes : Joanna Eatwell
- Photographie : Haris Zambarloukos
- Montage : Eddie Hamilton
- Musique : Jennie Muskett
- Production : Andreas Bajohra, Michael Cowan, Yvonne Michael, Jason Piette et Bob Portal
- Société de distribution : Verve Pictures
- Langue : anglais

## Distribution
- Andrew Howard : Jon
- Geraldine O'Rawe (en) : Cathy
- Andrew Tiernan : Andy
- David Calder : l'homme tatoué
- Mark Benton (en) : Phil
- Clive Russell : Mr. Michaelmas
- Saeed Jaffrey : Mr. Basmati
- Clint Dyer : Rickets
- Peter Waddington (en) : prêtre
- Gina Yashere (en) : Dancing Woman
- Perry Benson (en) : Nelson
- Al Hunter Ashton (en) : Fat Dave
- Brian Hibbard (en) : Gordon
- David Pullan (en) : Playboy
- Ian Mosby : Martin
- David Sterne : Inspecteur Marlowe
- Trevor Penton : Inspecteur Jonson
- Neil Cross (en) : invité (non crédité)
- Graham Barnfield (en) : invité (non crédité)

## Source de la traduction
- (en) Cet article est partiellement ou en totalité issu de l’article de Wikipédia en anglais intitulé « Mr In-Between » (voir la liste des auteurs).